# Нуте-Урштромталь
Нуте-Урштромталь (нім. Nuthe-Urstromtal) — громада в Німеччині, розташована в землі Бранденбург. Входить до складу району Тельтов-Флемінг.
Площа — 337,84 км2. Населення становить 6565 ос. (станом на 31 грудня 2020).

## Демографія
- Динаміка населення з 1875 року в сучасних кордонах (Синя лінія: населення; Пунктир: відносна порівняльна динаміка населення землі Бранденбург; Сірий фон: період Третього рейху; Помаранчевий фон: період НДР)
- Динаміка населення (синя лінія) і прогнози

| Рік  | Населення |
| ---- | --------- |
| 1875 | 7 171     |
| 1890 | 7 238     |
| 1910 | 7 516     |
| 1925 | 7 594     |
| 1939 | 8 108     |
| 1950 | 10 284    |
| 1964 | 8 287     |

| Рік  | Населення |
| ---- | --------- |
| 1971 | 8 025     |
| 1981 | 7 543     |
| 1985 | 7 325     |
| 1990 | 7 047     |
| 1995 | 7 148     |
| 2000 | 7 371     |
| 2005 | 7 165     |

| Рік  | Населення |
| ---- | --------- |
| 2010 | 6 790     |
| 2015 | 6 703     |
| 2016 | 6 623     |
| 2017 | 6 578     |
| 2018 | 6 603     |
| 2019 | 6 564     |
| 2020 | 6 565     |

Джерела даних вказані на Wikimedia Commons.

## Галерея

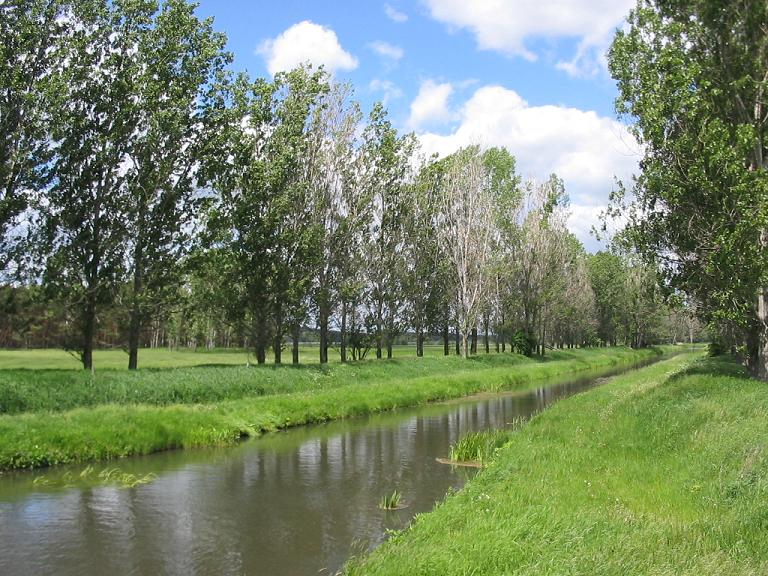
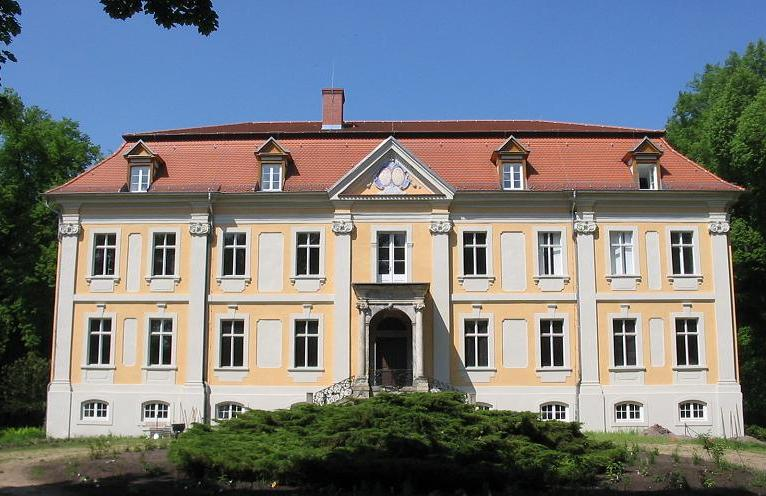